# Neotrygon
Die Gattung Neotrygon gehört zur Familie der Stechrochen (Dasyatidae). Die Arten der Gattung leben im Indischen Ozean zwischen dem Roten Meer und dem Westrand des Pazifik. Lange wurden ihre Arten den Stachelrochen (Dasyatis) zugerechnet, neuere Untersuchungen der Morphologie und molekularen Beschaffenheit führten jedoch zur (Wieder-)Ausgliederung der eigenständigen Gattung Neotrygon.

## Merkmale
Die Arten der Gattung unterscheiden sich von anderen Stechrochen durch ein auffälliges Muster um die Augen, das an eine Maske erinnert. Zudem haben sie einen untypisch kurzen Schwanz mit stark ausgeprägten Flossen-Falten auf Ober- und Unterseite und einer fadendünn auslaufenden Spitze.

## Arten der GattungNeotrygon
- Neotrygon annotata (Last, 1987)
- Neotrygon australiae Last et al., 2016
- Neotrygon bobwardi Borsa, Arlyza, Shen & Hoareau, 2017
- Neotrygon caeruleopunctata Last et al., 2016
- Neotrygon indica Pavan-Kumar et al., 2017
- Grauer Stechrochen (Neotrygon kuhlii (Müller & Henle, 1841))
- Masken-Stechrochen (Neotrygon leylandi (Last, 1987))
- Neotrygon malaccensis Borsa, Arlyza, Shen & Hoareau, 2017
- Neotrygon moluccensis Borsa, Arlyza, Shen & Hoareau, 2017
- Neotrygon ningalooensis Last, White & Puckridge, 2010
- Neotrygon orientale Last et al., 2016
- Neotrygon picta Last & White, 2008
- Neotrygon romeoi Glaus, White, O'Neill, Thurnheer &  Appleyard, 2025
- Neotrygon trigonoides Castelnau, 1873
- Neotrygon vali Borsa, 2017
- Neotrygon westpapuensis Borsa, Arlyza, Shen & Hoareau, 2017
- Neotrygon romeoi Hata & , Motomura, 2024